# كرة الشاطئ
كرة الشاطئ

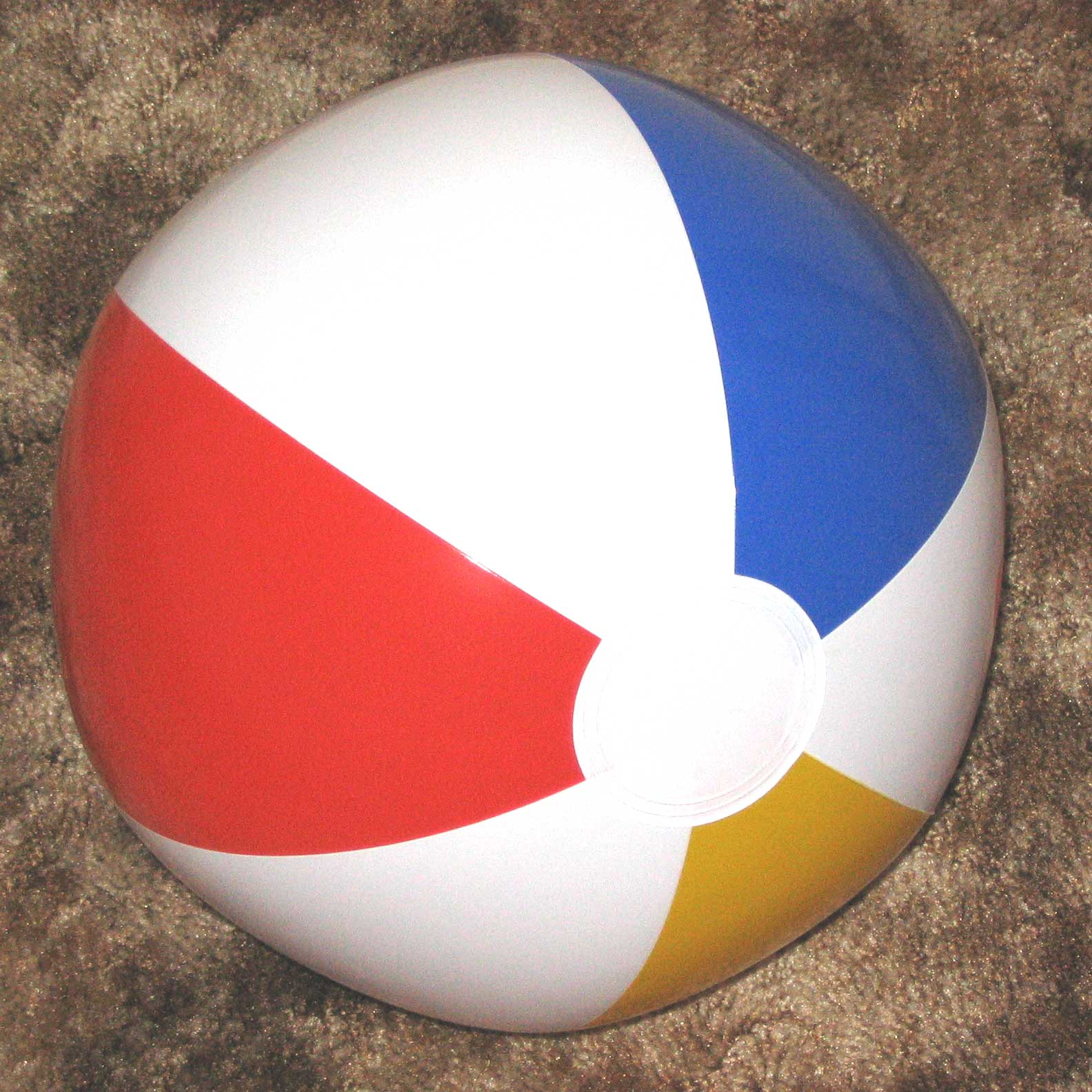

تعتبر كرة الشاطئ من الكرات المخصصة للألعاب المائية وتتميز الكرة المستخدمة في هذه الالعاب بحجمها الصغير ووزنها الخفيف مما يجعل رميها أسهل.
بدأت شهرة هذه اللعبة من الأفلام المتعلقة بالشاطئ في ستينيات القرن الماضي كفيلم Annette Funicello وفيلم Frankie Avalon.العديد أيضًا من الأفلام تحدثت عنها ك Beach Partyو Beach Blanket Bingoبالإضافة إلى How to Stuff a Wild Bikini.

## التصميم
يتراوح حجم كرة الشاطئ من كرة بحجم كفة اليد إلى كرة بقطر متر واحد تقريبًا.عادةً تتكون هذه الكرات من مجموعة من لويحات بلاستيكية مجتمعة.
مع فتحة هوائية صغيرة صممت لتكون قابلة للنفخ باستخدام الفم أو المنفاخ.التصميم الأكثر رواجًا هو الذي يتكون من قطع طولية ملونة تتخللها قطع بيضاء.هناك عدد كبير من التصماميم المستخدمة بعض الامثلة عليها هي كرات الشاطئ التي تحمل شعار شركة ما  بهدف الدعاية.
بعض المصنعين يعملون على تحديد حجم كرة الشاطئ وذلك بحساب المسافة بين طرفي الكرة أو حتى طول القطع الطولية الكونة منها مع ذلك هناك معادلة حسابية لحسابها وهي (0، 6366) من الحجم الطبيعي.
هناك أحجام أخرى من كرة الشاطئ موجودة أيضًا تتراوح ما بين كرات أكبر وأصغر حجمًا.هناك كرات شاطئ يصل قطرها إلى 1، 5 متر أو حتى 2، 7متر.
تم صناعة أكبر كرة شاطئ في لندن إنجلترا في 2017/5/30 م والتي تم إطلاقها في نهر التايمز.بلغ قطر هذه الكرة 20 م.
الكرة كانت تحمل كلمات بيواتش تغطي سطحها وهو اسم لفيلم منتج من شركة Paramount Picturesعام 2017 واستخدمت الكرة كإعلان لهذا الفيلم دخلت الكرة موسوعة غينيس واستلم شهادة التسجيل طاقم الفيلم.

تستخدم كرة الشاطئ في العديد من الرياضات مثل كرة الماء والكرة الطائرة.يرجع ذلك لإنخفاض تكلفة صناعتها مقارنةً بالكرات المستخدمة في الرياضات الأخرى ولسهولة اللعب بها لإنها مصنوعة من البلاستيك الخفيف.تستخدم كرات الشاطئ الكبيرة جدًا كلعبة تنتقل بين الجماهير في الاحتفالات والمهرجانات والأحداث الرياضية.يتم تداولها وتنقلها بين الجمهور في أحداث الألعاب الرياضية مثل كرة القاعدة والكريكيت وكرة القدم ولكن عادةً ما يتم مصادرتها من قبل الجهات الأمنية.وقد تلجأ بعض الجهات الأمنية لتمزيقها بعد مصادرتها  وذلك بحثًا عن أي ممنوعات قد تكون داخل الكرة وقد يصادرها رجال الأمن لكيلا ينتهي بها المطلف داخل الملعب ويعيق اللاعبين مثلما حصل في شهر آب سنة 1999 حيث دخلت كرة الشاطئ في الملعب عندما كانت المباراة قائمة بين الفريقين كليفلاند إنديانز والفريق لوس أنجلوس آنجلز لأنهايم حيث سببت سقوط كرة الشاطئ في الملعب خسارة فريق Los Angeles Angels.
بسبب وزنها الخفيف أصبحت هذه الكرة أيضًا تستخدم في تدريب الفقمات لحملها على أنوفها والذي أصبح مشهدًا مميزًا فيما بعد. كذلك أيضًا تستخدم في جلسات تصوير أزياء السباحة والترويج لها وللأحداث والأماكن التي تكون على الشاطئ.